# Hayabusa (catch)
Eiji Ezaki (江崎 英治, Ezaki Eiji) (29 novembre 1968 à Yatsushiro et mort le 3 mars 2016 à Tokyo) est un catcheur (lutteur professionnel) japonais plus connu sous le nom d'Hayabusa (ハヤブサ). Il est essentiellement connu pour son travail à la Frontier Martial-Arts Wrestling (FMW).
Il apprend le catch au dojo de la FMW et commence à lutter sous son véritable nom en 1991. Il décide de porter un masque et de se faire appeler Hayabusa en 1994 après avoir lutté au Mexique. Il devient rapidement l'un des catcheurs les plus populaires de la FMW.
Sa carrière s'arrête brutalement à la suite d'une grave blessure qui le paralyse.

## Jeunesse
Ezaki est fan de catch et notamment du catcheur mexicain Mil Máscaras qui vient régulièrement au Japon.

## Carrière de catcheur

### Frontier Martial Arts Wrestling
Ezaki entre au dojo de la Frontier Martial-Arts Wrestling en 1991. Il fait ses débuts le 5 mai 1991 au Nagoya International Center où l remplace un catcheur blessé. Il a l'occasion de partir au Mexique en 1993 et il y apprend la lucha libre.
À son retour au Japon, il décide de porter un masque et de se faire appeler Hayabusa. Son premier combat sous ce nom de ring a lieu le 16 avril 1994 durant la Super J Cup organisé par la New Japan Pro Wrestling. Il s'y fait éliminer dès le premier tour par Jushin Thunder Liger mais fait une très bonne prestation. Après un "Exploding Cage" match, il est emmené à l'hôpital pour de graves brûlures. Ses adversaires principaux sont Mr. Gannosuke, The Gladiator, et Atsushi Onita, l'un de ses partenaires régulier est le catcheur Jinsei Shinzaki plus connu sous le nom Hakushi à la WWE. Ezaki devient occasionnellement "Darkside of Hayabusa" ou the maskless "H".
Hayabusa a catché à la ECW à Heatwave '98. Lui et Jinsei Shinzaki ont perdu face à Rob Van Dam et Sabu pour le titre de ECW Tag Team Championship.
En octobre 2001, Hayabusa subit une grave blessure après un match face à Mammoth Sasaki après avoir tenté un springboard moonsault (saut arrière en appui sur la seconde corde), il tombe alors sur le sommet du crâne, le paralysant. Hayabusa était le fer de lance de la FMW, et après son départ la FMW a complètement disparu. Cela marque son dernier match de catch.
Ezaki a poursuivi après cela une carrière de chanteur en étant dans une chaise roulante.
Hayabusa est apparu dans les backstage lors d'un événement de la WWE où il est venu saluer ses amis Sabu, Rob Van Dam et Rey Mysterio. Hayabusa a essayé de revenir à la PWU (Pro Wrestling Unplugged) FAHRENHEIT: 3RD DEGREE événement du 19 août 2006 au New Alhambra (plus connu sous ECW Arena). 
Hayabusa reste alors actif dans la Dragon Gate. Il a fait un album en duo avec Dragon Kid appelé Trust!.
Il meurt le 3 mars 2016 d'une hémorragie cérébrale, à l'âge de 47 ans.

## Prises
- Falcon Arrow (Sitout suplex slam, sometimes rotating 360 degrees, or off of the top rope) - Innovated
- Phoenix Splash (Corkscrew 450° splash) - Innovated
- H Thunder (Scoop side piledriver)
- H Edge (Modified sambo suplex)
- Firebird Splash (450° splash)
- Stardust Press (Shooting star press)
- Phoenix Senton (Corkscrew senton)
- Springboard somersault senton or a Springboard corkscrew senton followed by a springboard moonsault
- Full nelson suplex
- Springboard moonsault
- Leg hook brainbuster

## Palmarès
- All Japan Pro Wrestling
  - All Asia Tag Team Championship (1 fois) - avec Jinsei Shinzaki

- Frontier Martial-Arts Wrestling
  - FMW Brass Knuckles Heavyweight Championship (3 fois)
  - FMW Brass Knuckles Tag Team Championship (2 fois) - avec Masato Tanaka (1) et Daisuke Ikeda (1)
  - FMW Independent Heavyweight Championship (1 fois)
  - FMW World Street Fight 6-Man Tag Team Championship (3 fois) - avec Tetsuhiro Kuroda & GOEMON (1), Masato Tanaka & Koji Nakagawa (1) et Masato Tanaka & Hisakatsu Oya (1)

- World Entertainment Wrestling
  - WEW World Heavyweight Championship (2 fois)
  - WEW Tag Team Championship (2 fois) avec Mr. Gannosuke (1) et Tetsuhiro Kuroda (1)

## Récompenses des magazines
- Pro Wrestling Illustrated

| Année | 1997 | 1998 | 1999 | 2000 |
| ----- | ---- | ---- | ---- | ---- |
| Rang  | 196  | 38   | 38   | 71   |

- Tokyo Sports
  - Prix du Fighting Spirit en 1997[7]
  - Prix spécial à titre posthume pour l'ensemble de sa carrière en 2016[8]